# Tristan Sturrock
Tristan Sturrock (Upton Cross, 1967) è un attore britannico, maggiormente attivo in campo teatrale.
Nato e cresciuto in Cornovaglia, dove tuttora ha una casa che condivide con la compagna, anch'ella attrice, Katy Carmichael e i tre figli, ha fatto parte dal 1986 del Kneehigh Theatre, sempre in Cornovaglia.
Attore prettamente conosciuto per le numerose apparizioni teatrali e televisive, ha lavorato poco per il cinema, prendendo parte ad un solo film, L'erba di Grace nel 2000.
La carriera televisiva iniziò due anni prima con una piccola parte in Robin Hood, per poi raggiungere ruoli stabili in serie come Doc Martin, Bad Girls e The Bill.